# Joseph Pierce (soldado)
Joseph Pierce (Cantón,1842-Meriden, 3 de enero de 1916) fue un soldado sinoestadounidense que luchó en el 14.º Regimiento de Infantería de Connecticut durante la Guerra de Secesión y alcanzó el rango de cabo. Después de la guerra, regresó a Connecticut y trabajó como grabador de plata hasta su muerte en 1916.

## Biografía
Joseph Pierce nació en Cantón, China, en 1842, aunque la fecha exacta de su nacimiento no está clara. Amos Peck, un capitán de barco estadounidense de Berlin, Connecticut, trajo a Pierce a los Estados Unidos en 1853. Hay varias versiones de historias que describen cómo Pierce llegó a Estados Unidos desde China. Uno sugiere que el padre de Pierce lo vendió por seis dólares, mientras que otro indica que el hermano de Pierce lo vendió por entre 50 y 60 dólares. Pierce se llamaba Joseph porque la tripulación del barco de Peck lo llamaba «Joe», y el apellido de Pierce provenía de Franklin Pierce, quien fuera presidente de los Estados Unidos en 1853. Después de su llegada a Estados Unidos, Pierce vivió con la familia Peck en Berlin, asistió a la escuela y fue a la iglesia.

### Guerra de Secesión
Pierce se alistó voluntariamente el 26 de julio de 1862 en New Britain, Connecticut. El oficial de reclutamiento describió a Pierce como «de 5 pies y 5 pulgadas» de alto, con «ojos negros, cabello oscuro y tez oscura». Fue reclutado en el 14.º Regimiento de Infantería de Connecticut, que partió hacia Washington D. C. el 25 de agosto de ese año. En un artículo de una revista de 2019, Angela He observó que Pierce pudo alistarse en un regimiento blanco porque se alistó junto con «miembros de la comunidad con los que creció», y concluyó que fue racializado como blanco en términos de «mayor posición social fuera de la guerra».
Según el historiador RL McCunn, Pierce luchó en la batalla de Antietam, cayó sobre una valla y se lastimó la espalda. Fue enviado a recuperarse a un hospital en Alexandria, Virginia. En noviembre y diciembre se recuperó lo suficiente como para trabajar en un campo de convalecientes, pero en la primavera de 1863 regresó al hospital. Regresó a su unidad en mayo de 1863 y participó en la Batalla de Gettysburg. Sin embargo, Irving D. Moy afirmó que Pierce no participó en la Batalla de Antietam debido a una enfermedad, aunque reconoció que Pierce luchó en Chancellorsville y Gettysburg.
Pierce fue ascendido a cabo el 1 de noviembre de 1863. El 9 de febrero de 1864, fue enviado de regreso a New Haven para realizar tareas de reclutamiento. Regresó a su regimiento a finales de 1864, y se reunió con ellos el 31 de mayo de 1865.

### Posguerra
Después de que Pierce fuera retirado del servicio estatal el 10 de junio de 1865, vivió por primera vez en Nueva Bretaña como granjero. Se mudó de New Britain a Meriden en 1868 y aprendió a grabar en plata en los dos años siguientes. Se convirtió en grabador de plata por el resto de su vida. El 21 de noviembre de 1876, Pierce se casó con Martha Morgan, una joven de 18 años de Portland, Connecticut. Tuvieron una hija y dos hijos. En el censo de los Estados Unidos de 1880, Pierce registró su raza como china, pero debido a la Ley de Exclusión China de 1882, incluyó su raza como japonesa para el censo de 1890. La familia Pierce asistió a la Iglesia Episcopal Metodista Trinity en Meriden, donde el propio Pierce fue bautizado el 6 de noviembre de 1892.
Pierce comenzó a recibir una pensión alrededor de 1890, aunque un informe de 1899 de The New York Times afirmó que Pierce recibió su pensión en 1891. Pierce solicitó un aumento de su pensión debido a sus lesiones y enfermedades, lo que no le fue concedido hasta 1907. Murió el 3 de enero de 1916, debido a una combinación de gripe, arteriosclerosis y bronquitis crónica. Fue enterrado en el cementerio Walnut Grove, Meriden.

### Citas
1. 1 2  Moy, 2010, p. 21.
2. ↑  Moy, 2010, pp. 21,29.
3. 1 2  Moy, 2010, p. 31.
4. ↑  McCunn, 1995, p. 162.
5. ↑  Moy, 2010, pp. 29–30.
6. ↑  McCunn, 1995, p. 161.
7. ↑  Moy, 2010, p. 60.
8. 1 2  Moy, 2010, p. 30.
9. ↑  Moy, 2010, p. 32.
10. ↑  He, 2019, p. 64.
11. ↑  He, 2019, p. 69.
12. 1 2 3  McCunn, 1995, p. 163.
13. ↑  Moy, 2010, p. 37.
14. 1 2  Moy, 2010, pp. 48–49.
15. ↑  Moy, 2010, p. 50.
16. ↑  Moy, 2010, p. 51.
17. ↑  Moy, 2010, p. 54.
18. ↑  Moy, 2010, pp. 51–52.
19. ↑  Moy, 2010, p. 52.
20. 1 2  Moy, 2010, p. 53.
21. ↑  The New York Times, 1899.
22. ↑  McCunn, 1995, p. 164.
23. ↑  McCunn, 1995, p. 165.
24. ↑  McCunn, 1995, p. 166.

### Periódicos
- «CHINAMEN WHO GET PENSIONS.; Ah Yu, Who Serve on the Olympia, Not the First on the Lists». The New York Times. 29 de julio de 1899.

### Publicaciones académicas
- He, Angela (2019). «'Mulatto, Indian, or What': The Racialization of Chinese Soldiers and the American Civil War». The Gettysburg College Journal of the Civil War Era 9 (5).
- McCunn, Ruthanne Lum (1995). «Chinese in the Civil War: Ten Who Served». Chinese America: History & Perspectives 10.

### Libros
- Moy, Irving D. (2010). An American Journey: My Father, Abraham Lincoln, Joseph Pierce, and Me. N/A: Irving David Moy. ISBN 978-0-557-51066-5. OCLC 893105052.

- Datos: Q16075070
- Multimedia: Corporal Joseph Pierce / Q16075070